# Andro Man
Andrew Man (a veces escrito Andro Man) fue un hechicero y curandero de Aberdeen que fue juzgado como brujo en 1597, cuando ya era anciano, y quemado en 1598. Dijo que sus poderes provenían de la reina de Elphame, una reina de las hadas con la que se había juntado regularmente.   Su historia es notable como ejemplo de un brujo que se creía que había tenido trato carnal con una entidad sobrenatural; en el caso de las brujas, normalmente se creía que habían fornicado con el Diablo, mientras que Man afirmaba haber mantenido relaciones íntimas con una reina de las hadas, figuras folclóricas locales. 

## Juicio y testimonio
El hombre afirmó haber conocido a la reina de las hadas cuando era niño y, a cambio de su bondad hacia ella, ella le otorgó poderes curativos. Después de reencontrarse con ella ya de adulto, Man afirmó que ambos se convirtieron en amantes. El hombre se ganó reputación de curandero entre sus vecinos. Durante su juicio, Man describió escenas que recordaban la concepción contemporánea de un aquelarre, festejando y bailando con seres mitad hombre, mitad ciervo.
La creencia escocesa, galesa e irlandesa en hadas y otros seres sobrenaturales folclóricos fue interpretada por los interrogadores eclesiásticos como evidencia de confraternidad con demonios. La Iglesia hacía poca distinción entre los diferentes tipos de magia. Los juicios en Escocia a finales del siglo XVI registran testimonios de acusados que declaraban que sus poderes provenían de hadas, y otros afirmaban haber tenido relaciones con ellas por muchos años. Según Andrew Man en su confesión de 1598, había tenido hijos con la reina de las Hadas. 